# İslâm Ansiklopedisi
L’İslâm Ansiklopedisi (İA) est un ouvrage de référence pour les sciences islamiques en turc, rédigé par l’université d’Istanbul de 1940 à 1987.

## Translittération du turc ottoman
Le système de translittération de l’İslâm Ansiklopedisi est la norme de facto pour la translittération des textes en turc ottoman écrit avec l’écriture arabe. Il est relativement proche du système de translittération de la Société orientale allemande.
| ا     | ب | پ | ت | ث | ج | چ | ح | خ | د | ذ | ر | ز | ژ | س | ش | ص | ض | ط | ظ | ع | غ | ف | ق | ك       | گ | ڭ | ل | م | ن | و | ه | ى |
| ʾ / ā | b | p | t | s̱ | c | ç | ḥ | ḫ | d | ẕ | r | z | j | s | ş | ṣ | ż | ṭ | ẓ | ʿ | ġ | f | ḳ | k,g,ñ,ğ | g | ñ | l | m | n | v | h | y |